# Хинчеби
Хинчеби (груз. ხინჭები) — село в Грузии. Находится в Сагареджойском муниципалитете края Кахетия. Высота над уровнем моря составляет 1120 метров. Население — 0 человек (2014).